# Astracantha splendidissima
Astracantha splendidissima är en ärtväxtart som först beskrevs av Sirj. och Karl Heinz Rechinger, och fick sitt nu gällande namn av Dieter Podlech. Astracantha splendidissima ingår i släktet Astracantha och familjen ärtväxter. Inga underarter finns listade i Catalogue of Life.